# Махметов, Кожахмет
Кожахме́т Махме́тов (1900, аул Карагайлы, Акмолинский уезд, Акмолинская область, Российская империя — 15 марта 1970, село Веренка, Ерейментауский район, Акмолинская область, Казахская ССР) — заведующий конефермой колхоза «Свободный путь» Эркеншиликского района Акмолинской области, Казахская ССР. Герой Социалистического Труда (1966).

## Биография
Родился в 1900 году в крестьянской семье в ауле Карагайлы Акмолинского уезда (сегодня — Ерейментауский район). С раннего возраста трудился в сельском хозяйстве. С 1930 года трудился табунщиком, заведующим конефермой колхоза «Свободный путь» Эркеншиликского района.
В 1947 году труженики фермы под его руководством вырастили при табунном содержании 40 жеребят от 40 кобыл. Указом Президиума Верховного Совета СССР от 23 июля 1948 года удостоен звания Героя Социалистического Труда за «получение высокой продуктивности животноводства в 1947 году» с вручением ордена Ленина и золотой медали «Серп и Молот» (№ 2399).
После выхода на пенсию проживал в родном селе Веренка Ерейментауского района. Умер в марте 1970 года.